# Ley y Justicia (Georgia)
Ley y Justicia (en georgiano: კანონი და სამართალი, romanizado: kanoni da samartali) es un partido político en Georgia fundado en 2019 por el defensor de los derechos humanos Mijéil Ramishvili e Irakli Ghlonti. La líder del partido es Tako Charkviani. 

## Historia
Durante la campaña de las elecciones parlamentarias de 2020, Ley y Justicia se unió a la coalición de oposición más grande, La fuerza está en la unidad. Pero antes de las elecciones, Constructor de Estrategia y Ley Justicia se escindieron y formaron su propia coalición, también llamada Constructor de Estrategia.
El partido se unió a una declaración de otros 14 partidos en el verano de 2021 para defender los derechos LGBT en Georgia en el período previo a la marcha del Orgullo en Tiflis.
Tras las protestas en Georgia de 2023 contra la ley de agentes extranjeros, la presidenta del país Salomé Zurabishvili promovió la Carta de Georgia, un plan para la próxima legislatura en con el objetivo de satisfacer las demandas de los manifestantes y acercar al país a la Unión Europea. Ley y Justicia, junto con otros partidos de la oposición al gobierno de Sueño Georgiano se adhirieron al estatuto el 4 de junio de 2024.

## Resultados electorales

### Elecciones parlamentarias
| Elección | Votos | %    | Representantes | +/–   | Posición | Coalición                 | Candidato       |
| -------- | ----- | ---- | -------------- | ----- | -------- | ------------------------- | --------------- |
| 2020     | 60671 | 3,15 | 1/150          | Nuevo | 5.º      | Constructor de Estrategia | Tako Charkviani |

### Elecciones locales
| Elección | Votos | %    | Representantes | +/–   | Coalición |
| -------- | ----- | ---- | -------------- | ----- | --------- |
| 2021     | 322   | 0,02 | 0/2043         | Nuevo |           |